# 固体化学
固体化学是研究固体结构、性质、合成、表征等的一门化学分支，它综合了固体物理学、矿物学、晶体学、冶金学、材料科学等多个学科的知识。

## 历史
固体无机化学与商业产品联系紧密。工业需求与技术发展构成了固体化学发展的主要动力。20世纪材料化学在工业领域有着多项应用，例子包括：50年代用于石油催化裂解的沸石分子筛与铂金属催化剂、60年代为微电子信息技术作出重要贡献的高纯硅以及80年代的高温超导体。20世纪初发明的X射线晶体衍射对材料化学的发展有重要帮助。卡尔·瓦格纳在氧化速率理论方面、离子反向扩散与缺陷化学方面的贡献使人们在原子层面上对化学反应有了更深入的了解。他也因此被称为“固体化学之父”。

## 合成方法
固体材料种类繁多，因而有着各种各样的合成方法。对于有机材料来说，合成在室温附近进行，基本操作与一般的有机合成类似。氧化还原反应有时通过电结晶过程来完成，例如从四硫富瓦烯合成Bechgaard盐。

### 高温反应法
对热稳定的材料来说，常用的方法是高温方法。例如，大块的固体常用英語：，羅馬化：tube furnace制备，其反应温度可达约 1100 °C。以通有电流的钽管作为反应装置，可以实现在约 2000°C下的反应。这样高的温度有利于反应物的扩散，但是具体条件仍需综合考虑反应体系决定。事实上已经有一些固相反应可以在低至100°C的温度下进行。

#### 熔体反应法
一种经常用到的方法是将反应物共熔然后进行退火。如体系中有挥发性的反应物，常将反应物在液氮冷却下装入真空安瓿瓶中，之后进行熔封，并加热反应。

#### 溶液合成法
固体可以通过沉淀或蒸发溶剂的方法从溶液里得到。这包括溶剂热合成法，即在高压下在高于正常沸点的溶剂中发生反应。另一种形式是在固体反应物中加入少量的低熔点物质，该物质在高温下熔化并作为体系中的溶剂。